# Mariga Guinness
Mariga Guinness (* 21. September 1932 in London als Hermione Marie-Gabrielle Fürstin von Urach; † 8. Mai 1989 auf See zwischen Wales und Irland) setzte sich für den Erhalt irischer Architektur ein.

## Leben und Wirken
Mariga Guinness wurde am 21. September 1932 als das einzige Kind von Albrecht Fürst von Urach (1903–1969) und Rosemary Blackadder (1901–1975) in London geboren. In den ersten Monaten war Gabrielle, wie sie bis 1950 genannt wurde, schwerkrank, hatte sich jedoch erholt, als ihre Familie 1934 nach Venedig umsiedelte, wo ihre Eltern als Journalisten arbeiteten. Bald darauf zog die Familie nach Japan, wo Albrecht in Verbindung mit der deutschen Botschaft als Fotograf für die deutsche Regierung arbeitete. 1937 versuchte Gabrielles Mutter, die in Japan depressiv geworden war, sich in Begleitung von Gabrielle unerlaubt Zutritt zum japanischen Kaiserpalast zu verschaffen, woraufhin sie verhaftet, betäubt und nach Großbritannien deportiert wurde. In Großbritannien erlitt ihre Mutter einen Zusammenbruch und wurde nach einer anschließenden Lobotomie für den Rest ihres Lebens in einer psychiatrischen Klinik aufgenommen. Die Ehe der Eltern wurde 1943 geschieden. Im gleichen Jahr heiratete der Vater die Malerin und Bildhauerin Ute Waldschmidt (1922–1984), mit der er noch zwei Kinder bekam. Auch Gabrielle wurde nach Europa gebracht, wo sich ihre Patentante, Hermione Ramsden, um ihre Erziehung kümmerte. Die beiden lebten in Surrey und Norwegen. Die Ausbildung von Gabrielle geschah durch insgesamt 17 Gouvernanten und für kurze Zeit an zwei Internaten.
1951 lernte sie Desmond Guinness kennen, den Sohn des Brauereierben Bryan Guinness und dessen Frau Diana Mitford, den sie 1954 in Oxford heiratete. 1955 zog das Paar nach Irland und mietete sich in Carton House in Maynooth, County Kildare ein. Das Paar hatte zwei Kinder.
Zunehmend erschüttert über den schlechten Erhaltungszustand schützenswerter Architektur in Irland, gründeten Desmond und Mariga Guinness 1958 die Irish Georgian Society, die sich fortan besonders für den Erhalt georgianischer Bauwerke einsetzte. Etwa zeitgleich kauften sie Leixlip Castle bei Leixlip. Für die Irish Georgian Society kämpften sie für den Erhalt und die Restauration vieler architektonischer Schätze in Irland, wie Conolly’s Folly, Dromana Gateway, Mountjoy Sqare und Tailor’s Hall. 1967 kauften sie Castletown House, County Kildare, mit dem ambitionierten Ziel, es zu erhalten und zu einem Zentrum für die Irish Georgian Society zu machen.
In den 1960er Jahren war Leixlip Castle, das von Mariga Guinness stilvoll renoviert und eingerichtet worden war, ein häufiges Ziel von Architekturliebhabern und Angehörigen der „High Society“, z. B. Jackie Kennedy, Prinzessin Margaret oder der Rainiers von Monaco.
Ab 1969 kriselte die Ehe der Guinness’. Mariga begann eine Beziehung mit Hugh O’Neill, dem späteren Lord Rathcavan, und lebte mit ihm in London und später Glenarm, County Antrim. Desmond ging eine Beziehung mit Penny Cuthbert ein. Nach dem Ende ihrer Liaison mit O’Neill lebte Mariga noch einmal für kurze Zeit in Leixlip Castle. Ihre Ehe war jedoch am Ende und wurde schließlich 1981 mit einer Scheidungsvereinbarung beendet. Im Anschluss lebte Mariga für einige Zeit in London und mietete ab 1983 Tullynisk House in der Nähe von Birr, County Offaly. Ihre letzten Jahre waren weniger von der Restaurierungsarbeit geprägt als vielmehr von Einsamkeit und erhöhtem Alkoholkonsum.
Mariga Guinness starb am 8. Mai 1989 56-jährig an Bord einer Fähre auf der Rückfahrt von Wales nach Irland. Todesursache war ein schwerer Herzinfarkt in Zusammenhang mit einer Penicillin-Injektion, auf die Mariga allergisch reagierte. Sie fand ihr Grab bei Conolly’s Folly, der Stätte ihres ersten großen Erfolgs als Bewahrerin irischer Architektur.